# جورجیو باسی
جورجیو باسی (ایتالیایی: Giorgio Bassi؛ زادهٔ ۲۰ ژانویهٔ ۱۹۳۴ در میلان) رانندهٔ سابق مسابقات اتومبیل‌رانی فرمول یک اهل ایتالیا است که در فصل ۱۹۶۵ در مجموع در یک گراند پری شرکت کرد، اما موفق به کسب هیچ امتیازی نشد.